# Lontong

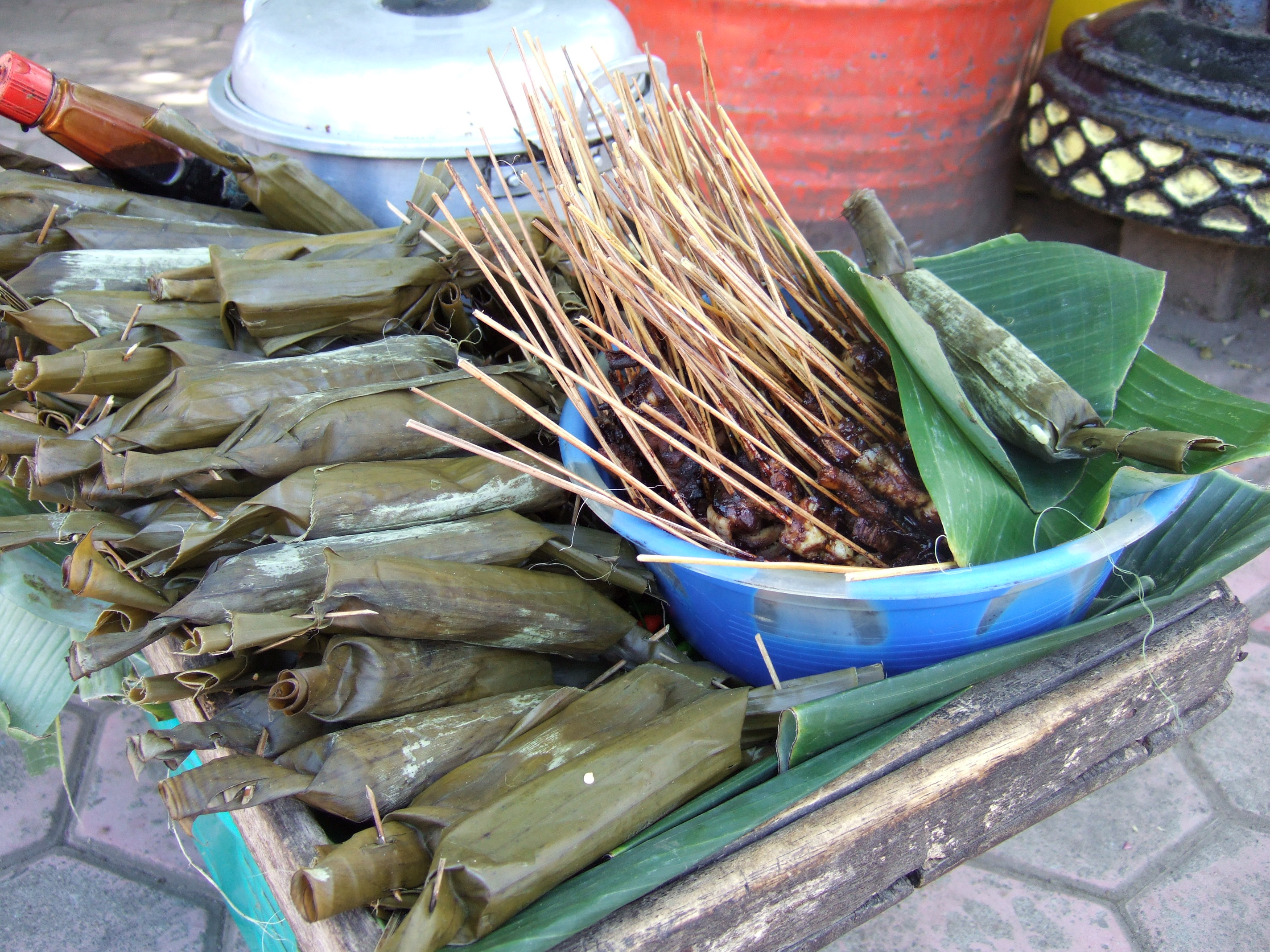
Eingewickelter Lontong und Saté

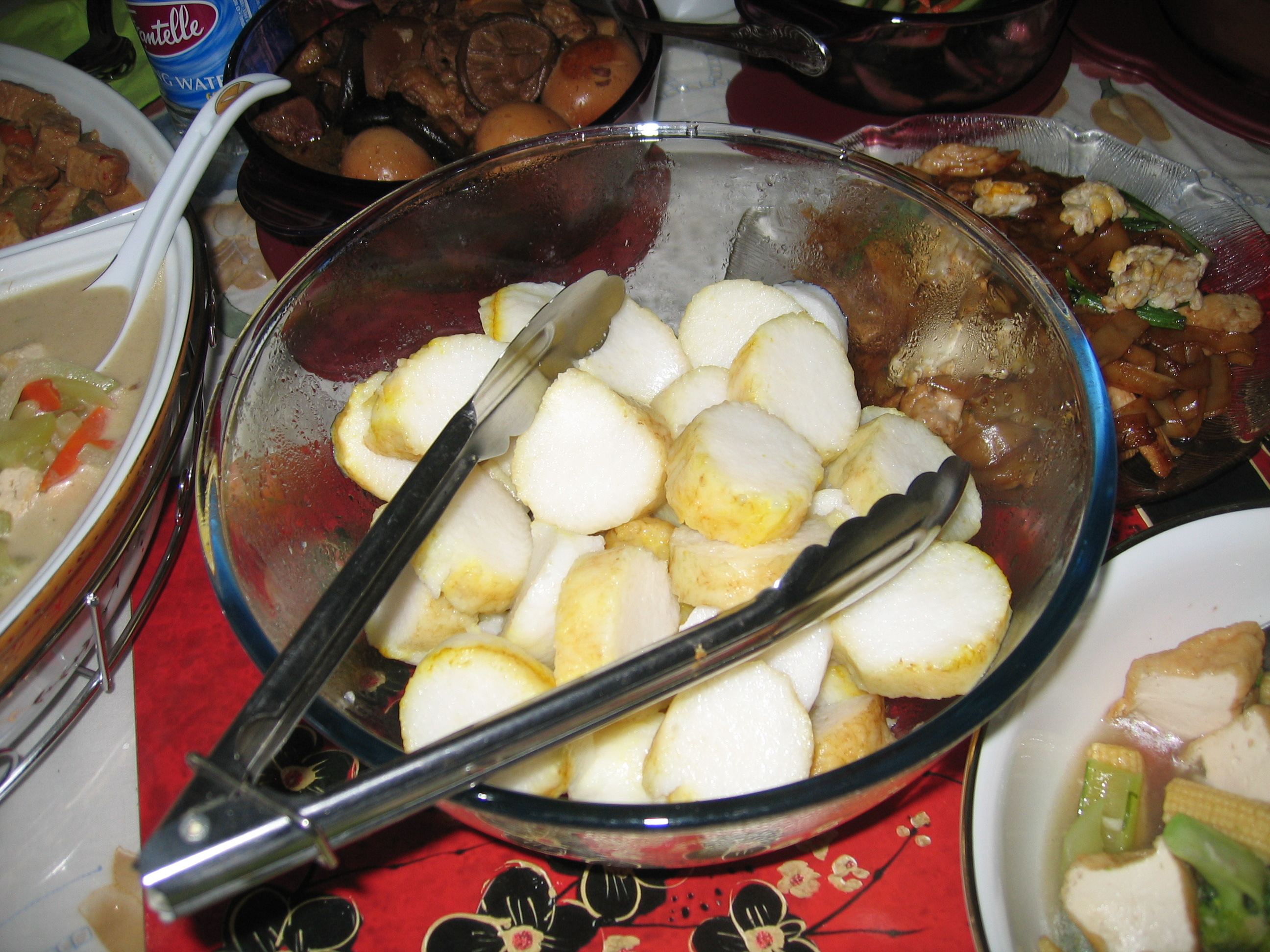
In Stücke geschnitten

Lontong ist in Bananenblätter eingewickelter und kalt gegessener verklumpter (gepresster) Reis (indonesisch: nasi impit). Häufig wird er zu Saté oder Gado-gado als Beilage serviert. Eine Variante von Lontong sieht vor, zusätzlich zum Snack Fleisch und Gemüse – z. B. Karotten, Bohnen und Kartoffeln – zu verarbeiten und anzubieten.
Ketupat ist ein in Palmenblättern gekochter Reis.